# Couço
Couço é uma vila portuguesa sede da Freguesia do Couço do Município de Coruche, freguesia com 346,58 km² de área e 2271 habitantes (censo de 2021)tendo, assim, uma densidade populacional de 6,6 hab./km².
A povoação de Couço foi elevada à categoria de vila em 1988. A vila do Couço foi feita Membro-Honorário da Ordem da Liberdade em 9 de junho de 2000.

## História
Não se conhece a data exata da criação da freguesia do Couço mas o mais antigo documento a referir um topónimo da freguesia data de 1222 e dá-nos conta da venda da herdade de Águas Belinhas.
A freguesia não consta do Cadastro da população do Reino de 1527 sendo que, pertencendo à comenda de Coruche, estaria subordinada à Ordem de Avis e não se teria constituído freguesia antes da segunda metade do século XVI.
Em 1758 o pároco da freguesia ao responder, aos inquéritos ordenados por Marquês de Pombal no âmbito do projeto coordenado pelo Pe. Luís Cardoso, Dicionário Geográfico de Portugal, escreveu sobre a paróquia do Couço:
"Esta igreja de S. António do Couço he parochia está na Provincia do Alentejo e no Arcebispado de Evora na Comarca de Aviz termo de vila de Coruche; He DelRei; Tem 193 fogos e pessoas 656; Está cituada em planice. So dela se ve a freguezia de Sanata Justa termo da vila nova da Erra; (Couço) não tem lugares e só a aldea junto a igreja."

### Final do Século XIX
Segundo Diniz Caiado (1923) ouvira contar ao "velhinho Dimas Monteiro" a freguesia do Couço, até praticamente ao final do século XIX, resumia-se a um pequeno aglomerado de casas em torno de uma pequena e pobre igreja. Nessa altura toda a região estava envolta por matagais e, segundo o autor supracitado, acobertava ladrões. Conclui ainda, Diniz Caiado, que o Couço "apareceu com a cortiça", ou seja com o início da extração de cortiça enquanto atividade económica predominante nos meses quentes, e com ela o dinheiro e as pessoas que povoaram a zona.
Os proprietários locais, existentes no final do século XIX na freguesia, descendiam de antigos rendeiros que se tornaram donos de terras em consequência, segundo Godinho, P.(2001), do decreto de Mouzinho da Silveira, de 13 de agosto de 1832.
que permitiu a alienação da propriedade em hasta pública ou expropriação. Os proprietários locais iniciais seriam, segundo descrição de Garcia, A.(1958) "os Aleixos do Gato, os Falcões da Amoreira, os Ribeiros do Sol Posto, os Durões dos Lagoíços, e os Garcias do Engal".
Em 1867 foi criada a Escola Primária e o primeiro professor foi F. M. Banha, que lecionou de 1870 a 1883.

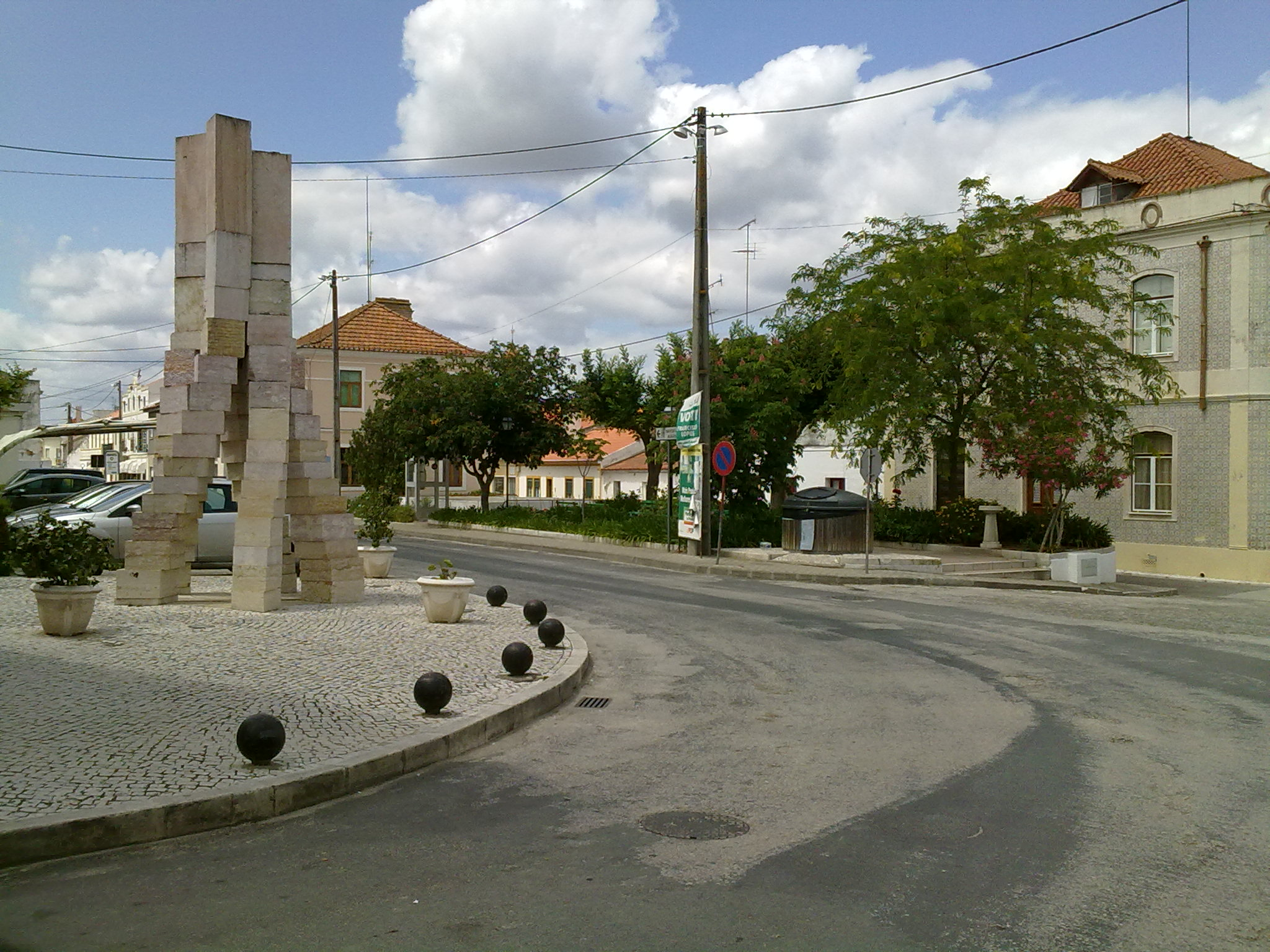
Couço: Praça da República

### Lenda do Janeiro
A Lenda do Janeiro, inscrita na tradição oral autóctone, tal como é contada na “Monografia de Santo António do Cousso” de Alberto Garcia.

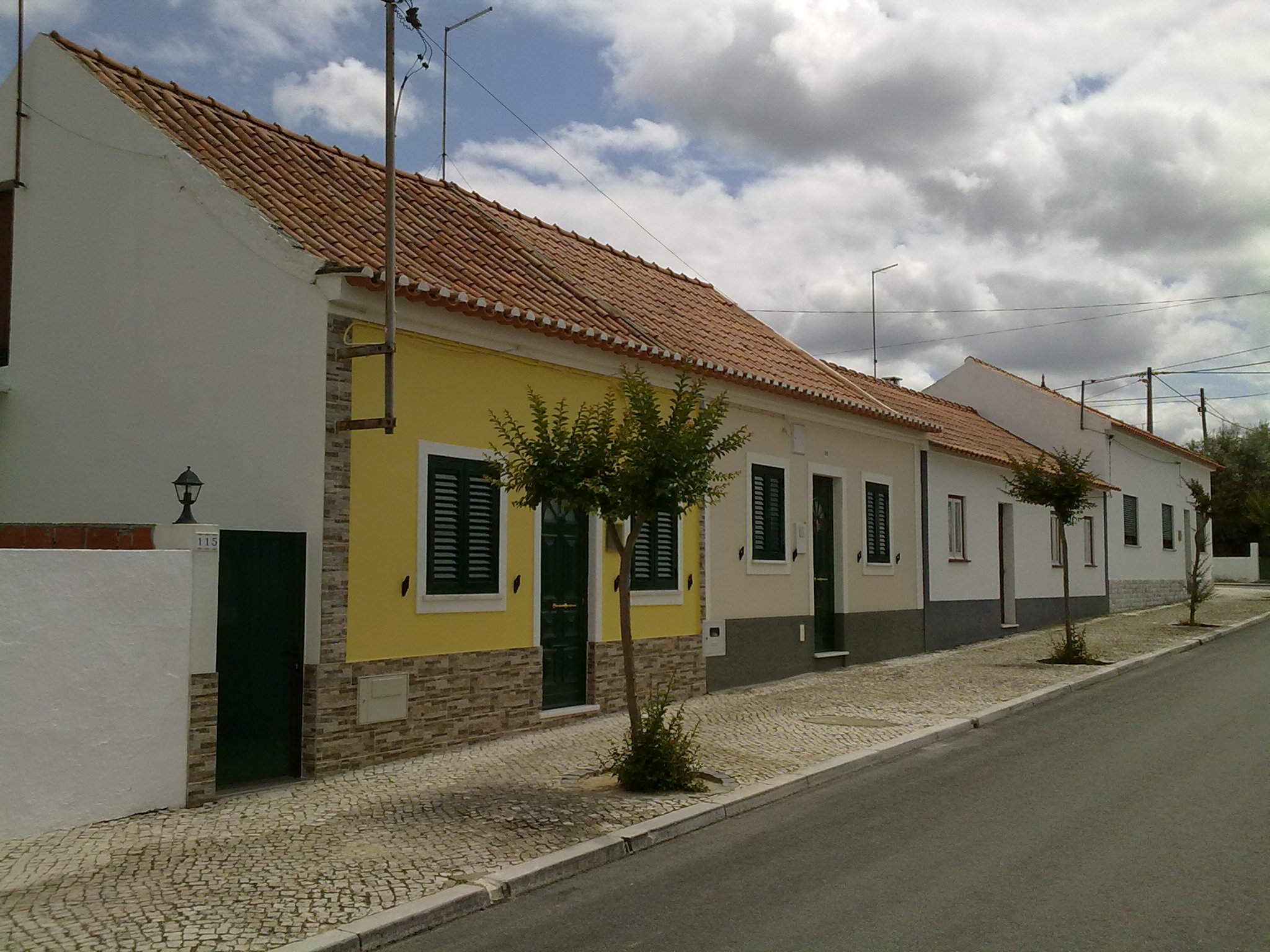
Couço: casario

“Escrevo o conto tal qual, por via do povo, chegou aos meus ouvidos, já cansados com a repetição, tão variada como o impressionismo popular fantasia nas suas lentas aumentativas e se apaixona pelo crime, que, desta vez e neste caso, só ele é autêntico.(…)
Depois das lutas liberais, ficaram por todo o País várias quadrilhas de malfeitores. Nas Beiras o João Brandão; no Algarve, o Remexido; no concelho de Coruche, o Janeiro.
O famigerado criminoso, certamente soldado do senhor D. Pedro IV, veio dos lados da Chamusca, Pego da Curva, sito em plena charneca, quartel general de Lobos e javalis (…) o bandido assentou arraias no vale Quaresmo.” O que todos os coucenses ouviram contar aos seus avós passa-se entretanto: aterrorizar, roubar, violar, matar e escarnecer pelos diversos lugares da freguesia e em especial no lugar das Courelinhas. Numa noite de terror para o Filipe de Verdugos e para a sua mulher: “Vê como se faz!", terá o bandido dito a Filipe de Verdugos enquanto violava a sua esposa. Ida ao paço real e lá D. Maria II oferece a Filipe oportunidade de vingança por escrito.
Um dia, pouco antes do nascer do sol, viu descer a encosta, seguir pela vereda das Courelas para a Courelinha o Janeiro com três companheiros montados em cavalos desferrados.
Seguros, sem reparos, sem cautelas, tranquilos como bois mansos em pastagens fartas após muito charruarem, iam buscar as espingardas deixadas para consertar na forja da Courelinha. Antecipadamente o Filipe combinara com o ferreiro destemperar os fuzis (…) o Janeiro cai numa armadilha e vê-se rodeado de homens, mulheres e até crianças, com o Vingador Filipe “à cabeça”.
O Janeiro viu o inimigo. Tranquilizou-se. Conheceu a hoste, gente maltrapilha, timorata, cheia de crendice nas bruxas e lobisomens, que fugia toda com o seu primeiro grito Ah! Seus pandilhas; p’ra vocês chego eu só; mato sete por cada tiro.”
Traído pelo arcabuz ineficiente o Janeiro tombou às mãos do Filipe. Assim mesmo, o Filipe num salto de tigre, de navalha aberta tirada da cinta, rasga-lhe o fato, corta-lhe a carne, procura-lhe os membros, decepa-os e enche-lhe a boca com os órgãos da sua ferida eterna. A malta, sem chefe, fugiu desatinadamente, cada um deles procurou escapar-se ao castigo do Filipe, que foi matar o último na várzea de Benavente, obrigando-o a abrir a cova onde para sempre esperará o dia de Juízo final.”

## Demografia
Nota: No ano de 1890 tinha anexada a freguesia de Peso. Nos anos de 1900 a 1930 tinha anexadas as freguesias de Peso e Santa Justa. Pelo decreto-lei nº 27 424, de 31/12/1936, estas freguesias foram extintas, passando a fazer parte desta freguesia.
A população registada nos censos foi:
| Distribuição da População por Grupos Etários | Distribuição da População por Grupos Etários | Distribuição da População por Grupos Etários | Distribuição da População por Grupos Etários | Distribuição da População por Grupos Etários |
| -------------------------------------------- | -------------------------------------------- | -------------------------------------------- | -------------------------------------------- | -------------------------------------------- |
| Ano                                          | 0-14 Anos                                    | 15-24 Anos                                   | 25-64 Anos                                   | > 65 Anos                                    |
| 2001                                         | 323                                          | 334                                          | 1510                                         | 1013                                         |
| 2011                                         | 284                                          | 198                                          | 1250                                         | 1033                                         |
| 2021                                         | 181                                          | 172                                          | 980                                          | 938                                          |

## Geografia
Fazem parte desta freguesia, além da vila do Couço, a aldeia de Santa-Justa e os lugares Volta do Vale, Varejola, Courelinhas e Sol Posto.
A freguesia confina com os municípios de Mora, Montemor-o-Novo e Ponte de Sôr, estabelecendo a transição entre o Ribatejo e o Alentejo.
É na freguesia do Couço que "nasce" o Rio Sorraia, formando-se na junção da Ribeira de Sor com a Ribeira de Raia, recebendo o seu nome, "Sorraia", pela também junção dos nomes das duas ribeiras: "Sor" e "Raia".
A freguesia do Couço localiza-se numa planície arenosa, ocupando cerca de 32 000 hectares de solos de diferentes composições: terras de várzea (as melhores da região), montados e arneiros. Dos 32 000 hectares da freguesia, a grande propriedade latifundiária absorve 83% da superfície total, a propriedade média ocupa 14,4% e a pequena propriedade (courela) limita-se a 2,5% dos terrenos.
Em 2012, esta era a quinta maior freguesia de Portugal com 34 657,82 hectares (350 km²). Couço só era superada em termos de área pela salaciense Santa Maria do Castelo, com 435 km², pela albicastrense Penamacor com 373 km², pela também salaciense Torrão, com 372 km², e pela também sadina Grândola, com 364 km².
Já em 2013, devido à  reforma administrativa nacional, Couço manteve os seus limites e passou a ser, em termos de área, a nona maior freguesia do país.

## Festas e Romarias
- Semana de Arte, Cultura e Desporto da Vila do Couço
- Fim de Semana da Juventude
- Festa das Colheitas (Santa-Justa)

## Coucenses Ilustres
- Américo Durão (poeta)
- José Casanova (escritor/político)
- José Labaredas (escritor/fadista/político)

## Batateiros
No opúsculo In Memoriam Couço o professor Diniz Caiado lembra:
…António Ramalho Durão, homem bastante inteligente e dos poucos que sabia ler (…) Conhecia a entrada da batata na cultura do Couço e contava que o produto da primeira plantação tinha sido devorado mesmo cru pelos soldados de Schwalbac quando das guerras liberais. Não sabiam que tubérculo era aquele levantado pelas patas dos cavalos mas acabaram por não deixar um único.
Tendo a este propósito Labaredas(1999) afirmado:
"Ora bem, era este oficial que o prof. Caiado refere, o capitão João Pedro Schwalbac, que deixa o Alentejo em 1846, após nesse ano ter ali comandado acções de pacificação no rescaldo das guerras civis.
Temos pois, como seguro, que a cultura daquela solanácea se verificou  pela primeira vez nesse ano de 1846 por estas bandas.(…) tudo leva a crer que, além de pioneira, a cultura se popularizou e vulgarizou nesta terra do Couço pois os seus habitantes, ágeis agricultores, ficaram conhecidos no concelho e nos circundantes por batateiros (epíteto que nada tem a ver com intuitos caceteiros ou de má vizinhança, pois sempre o povo da região foi pacífico, não se deixando, soçobrar a um jugo servil)."